# SN 1999fc
SN 1999fc – supernowa typu Ia odkryta 4 października 1999 roku w galaktyce A030230+0010. W momencie odkrycia miała maksymalną jasność 24,80m.